# 青春バカリズム
『青春バカリズム』（せいしゅんバカリズム）は、2016年5月18日から毎週水曜日にテレ朝動画やauビデオパスで無料配信されていたバラエティ番組。

## 概要
バカリズムが演出・プロデュースを務める番組。誰もが思い描く『分かりやすい青春』を体験するため、バカリズムがイチから作り上げる。なお、番組タイトルや番組の内容は番組制作発表の記者会見内でバカリズム本人が即興で考えた。
第14回配信分からバカリズムとゲストは番組ユニフォームとしてオリジナル体操服を着ている。
第11回配信分ではバカリズム、東京03、倉持由香でオープニングVTRを撮影。倉持由香が主演女優を務めることは決まっていたが、残りの主演・監督・カメラ・ADはくじ引きで決定。くじ引きの結果、バカリズムがカメラ・飯塚悟志（東京03）が監督・豊本明長（東京03）が主演・角田晃広（東京03）がADを務めた。しかし「視聴者的にはスッと続きを見たいのに、割とOPが長くて溜めるのでいらないと思う」というバカリズムの一言により、第14回配信分からOP映像はカットされた。
第19回配信から5週に渡る途中下車の旅企画を実施し、最後の生放送スペシャルなどをもって番組は終了した。

## 出演者
- バカリズム（升野英知）
- ゲスト

## 音楽

### テーマソング
『青春バカリズムのテーマ』
- 作詞：升野英知（バカリズム）
- 作曲：角田晃広（東京03）
- 歌：升野英知&角田晃広（東京03）

## 放送内容
| 全25放送回（2016年5月18日 - 10月26日） | 全25放送回（2016年5月18日 - 10月26日） | 全25放送回（2016年5月18日 - 10月26日）             | 全25放送回（2016年5月18日 - 10月26日）                                  | 全25放送回（2016年5月18日 - 10月26日）                |
| 回                                     | 配信日                                 | 放送内容                                           | ゲスト                                                                  | 備考                                                  |
| -------------------------------------- | -------------------------------------- | -------------------------------------------------- | ----------------------------------------------------------------------- | ----------------------------------------------------- |
| 1                                      | 2016年5月18日                          | 『記者会見』                                       | -                                                                       |                                                       |
| 2                                      | 5月25日                                | 『ガチ会議』                                       | -                                                                       |                                                       |
| 3                                      | 6月1日                                 | 『青春バカリズムテーマソングを作ろう!!』           | 角田晃広（東京03）                                                      |                                                       |
| 4                                      | 6月8日                                 | 『青春を語ろう！』                                 | 東京03〈豊本明長・飯塚悟志・角田晃広〉                                  |                                                       |
| 5                                      | 6月15日                                | 『キャンプのシミュレーション!!』                   | 飯塚悟志（東京03）・角田晃広（東京03）                                  |                                                       |
| 6                                      | 6月22日                                | 『バカリズムライブ直前 ネタ作りのぞき見企画』      | 小宮浩信（三四郎）                                                      |                                                       |
| 7                                      | 6月29日                                | 『青春を語りつくす 第二弾!!』                      | 東京03                                                                  |                                                       |
| 8                                      | 7月6日                                 | 『星に願いを！七夕の短冊を書こう!!』               | 根本宗子・夢眠ねむ（でんぱ組.inc）                                      |                                                       |
| 9                                      | 7月13日                                | 『宣材写真をカッコよくしよう!!』                   | 狩野英孝                                                                |                                                       |
| 10                                     | 7月20日                                | 『遠足に行こう!!』                                 | 東京03・倉持由香                                                        |                                                       |
| 11                                     | 7月27日                                | 『オープニングVTRを作ろう!!』                      | 東京03・倉持由香                                                        |                                                       |
| 12                                     | 8月3日                                 | 『みんなでBBQをしよう!!』                          | 東京03・神谷えりな（仮面女子）                                          |                                                       |
| 13                                     | 8月10日                                | 『温泉でのんびり。そして大興奮!!』                 | 東京03・神谷えりな（仮面女子）                                          |                                                       |
| 14                                     | 8月17日                                | 『サイクリングに行こう!!』                         | 豊本明長（東京03）・飯塚悟志（東京03）                                  |                                                       |
| 15                                     | 8月24日                                | 『バカリズムのお腹に届け！グルメで青春バカリズム』 | 豊本明長（東京03）・飯塚悟志（東京03）                                  |                                                       |
| 16                                     | 8月31日                                | 『グラビアアイドルにちゃんとインタビュー』         | 菜乃花                                                                  |                                                       |
| 17                                     | 9月7日                                 | 『バンドをやってみよう!!』                         | 東京03〈※角田のみVTR出演〉                                              |                                                       |
| 18                                     | 9月14日                                | 『「夏にやり残した事」をバーチャル体験!!』         | 根本宗子・夢眠ねむ（でんぱ組.inc）                                      |                                                       |
| 19                                     | 9月21日                                | 『大阪にいる東京03に会いに行こう!!』               | 朝日奈央                                                                |                                                       |
| 20                                     | 9月28日                                | 『大阪にいる東京03に会いに行こう!! その2』         | 朝日奈央                                                                |                                                       |
| 21                                     | 10月5日                                | 『大阪にいる東京03に会いに行こう!! その3』         | 朝日奈央                                                                |                                                       |
| 22                                     | 10月12日                               | 『大阪にいる東京03に会いに行こう!! その4』         | 朝日奈央                                                                |                                                       |
| 23                                     | 10月19日                               | 『大阪にいる東京03に会いに行こう!! その5』         | 朝日奈央                                                                |                                                       |
| SP                                     | 10月21日                               | 『青春バカリズム（カレー味）』                     | 東京03・朝日奈央・菜乃花、〈VTR出演〉バナナマン・ギャル曽根・元谷芙美子 | 初の1時間生放送スペシャル。auビデオパスのみでの配信。 |
| 24(最終回)                             | 10月26日                               | 『生放送その後。』                                 | 東京03・朝日奈央・菜乃花                                                |                                                       |